# Ріпічень
Ріпічень, Ріпічені (рум. Ripiceni) — село у повіті Ботошані в Румунії. Входить до складу комуни Ріпічень.
Село розташоване на відстані 398 км на північ від Бухареста, 42 км на північний схід від Ботошань, 94 км на північ від Ясс.

## Населення
За даними перепису населення 2002 року у селі проживала 2271 особа. Усі жителі села рідною мовою назвали румунську.
Національний склад населення села:
| Національність | Кількість осіб | Відсоток |
| -------------- | -------------- | -------- |
| румуни         | 2265           | 99,7%    |
| цигани         | 5              | 0,2%     |